# Le Premier tome de l'Architecture
El primer tomo de la Arquitectura es un tratado de arquitectura de Philibert de L`Orme publicado por el editor Fédéric Morel en París en 1567.
De formato in-folio, contiene 283 folios, excepto el folio 248, una epístola dedicatoria y una tablilla.

## Historia
Después de varios años al servicio de Enrique II de Francia y de Catalina de Médici, Philibert De l`Orme cayó en desgracia y perdió los encargos reales. Entonces, al final de su vida se dedicó a escribir tratados de arquitectura y sobre todo, la más ambiciosa de esta labor, el primer tomo de la Arquitectura, que no tendrá tiempo de proseguir, ya que murió tres años después de su publicación.

## Grabados
La labor contiene aproximadamente doscientos grabados, entre ellos, destacar dos, la Alegoría del buen arquitecto y la Alegoría del mal arquitecto. Estos últimos caricaturizan a los arquitectos insistiendo en sus órganos sensoriales, atribuyendo al buen arquitecto tres ojos, cuatro oídos y cuatro manos, para resaltar sus facultades de percepción, y dibuja en la cabeza del mal arquitecto sólo una boca, que lo único que hace, según él, son sólo "balbuceos y chismes".